# Pace di Eisenburg
La pace di Eisenburg (o, secondo la lingua ungherese, di Vasvár) chiuse il (9) 10 agosto 1664 la cosiddetta 4ª guerra austro-turca. Con lo scambio dei documenti ratificati dall'imperatore Leopoldo I e dal sultano Mehmet IV, il trattato divenne valido dal 27 settembre 1664.

## Antefatti
I tentativi di autonomia del principe della Transilvania Giorgio II Rákóczi portarono fin dal 1657 ad una spedizione punitiva turca contro il loro insubordinato vassallo. L'imperatore del Sacro Romano Impero, Leopoldo I, cercò di sfruttare a suo favore l'instabile situazione del principato transilvano. Inoltre la costruzione della fortezza di Neu-Zirin sulla strategicamente importante confluenza della Mura e della Drava presso Kaniza da parte del conte croato Nicola Zrinski preoccupava i turchi. Il contrasto si aggravò e condusse infine alla guerra austro-turca del 1663/1664 durante la quale in Gran Visir ottomano Fazıl Ahmed Köprülü nel 1663 occupò varie piazzeforti asburgiche nell'Ungheria settentrionale.
Le truppe imperiali al comando del Montecuccoli erano al momento insufficienti. All'inizio del 1664 gli Asburgo riuscirono a raccogliere un'armata sufficientemente grande, ancorché numericamente inferiore a quella turca, ed inoltre di composizione piuttosto eterogenea (si andava dai soldati bavaresi ai sassoni, dai brandeburghesi al piccolo contingente savoiardo, con persino un corpo di 6.000 francesi), da poter fronteggiare il nemico. La vittoria militare da parte del Montecuccoli sul Gran Visir ottomano Fazıl Ahmed Köprülü, avvenuta presso Mogersdorf il 1º agosto 1664 accelerò le trattative di pace che ebbero inizio subito dopo.

## Trattative di pace e firma degli accordi

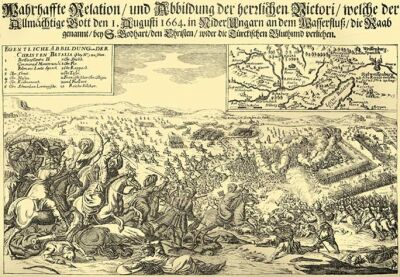
Incisione ispirata alla Battaglia di San Gottardo (1664).

Sia gli Asburgo che gli ottomani erano pronti ad una conclusione della pace. Ma la parte asburgica, trovandosi in una posizione di forza, non voleva assecondare maggiori pretese. Nonostante che entrambi i contraenti l'11 aprile 1664 avessero discusso i preliminari per il termine delle ostilità (punto essenziale per un futuro trattato di pace), gli scontri in Ungheria proseguirono. Il 30 luglio le trattative fra i rappresentanti delle due parti erano giunte per l'ennesima volta ad un punto morto. Dopo le sconfitte ottomane di Levice (19 luglio) e di Mogersdorf (1º agosto), che avevano fermato l'offensiva turca nell'alta e nella bassa Ungheria, il Gran Visir Fazıl Ahmet divenne più orientato al raggiungimento di un compromesso. La chiusura positiva delle trattative di pace fu un successo di Simon Renigers. Questi risiedeva fin dal 1649 a Costantinopoli e come plenipotenziario dell'imperatore austriaco negli anni 1663/1664 andò negli acquartieramenti del Gran Visir a riprendere segretamente le trattative di pace. Egli seguì anche le trattative ad Eisenburg dove già il 10 agosto era stato raggiunto un accordo. Simon Reniger ed il Gran Visir si scambiarono i documenti che inviarono per la ratifica ai rispettivi sovrani. In Vienna il suggello dei patti concordati ad Eisenburg fu ancora una volta tirato per le lunghe, poiché dopo Mogersdorf si sperava in ulteriori successi militari ed in particolare la riconquista della fortezza di Nové Zámky. Le truppe imperiali non erano però abbastanza forti da poter sostenere un'offensiva od un assedio prolungato, né gli ottomani erano in grado di passare a loro volta all'attacco, così che essi rimasero ad un semplice temporeggiamento tattico lungo i confini sui fiumi Rába e Váh. I documenti originali turchi furono ratificati ufficialmente in Vienna il 9 settembre e Reniger li ricevette il 20. Il 27 dello stesso mese, entrambi i documenti ratificati furono scambiati fra le parti.

## Contenuti del trattato e suo significato
Il trattato conteneva in totale dieci articoli. I più importanti sono:
1 Sia le truppe ottomane che quelle asburgiche dovranno sgombrare le piazze occupate nel principato di Transilvania. Secondo un antico privilegio i ceti transilvani potranno scegliere liberamente un nuovo principe
2 I comitati di Szabolcs e Szatmár, che prima sottostavano al principe transilvano Giorgio Rákóczi, saranno sottomessi a Leopoldo I e dovranno pagare tributi sia al principato di Transilvania che all'Impero ottomano
3 All'imperatore [asburgico] è permesso, in questi due comitati, come anche agli ottomani ed ai transilvani nei loro territori, erigere piazzeforti. La fortezza di Székelyhid verrà smantellata
6 È vietato ad entrambe le parti ricostruire od occupare la fortezza di Kaniza (Neu-Zirin)
8 All'imperatore [asburgico] è permesso, quale indennizzo per la perdita della fortezza di Nové Zámky, costruire sulla riva destra del fiume Váh
10 Per “consolidare la pace e la buona amicizia” dovranno essere scambiati legazioni e doni. Lo spontaneo dono dell'imperatore romano in segno di amicizia avrà il valore di 200.000 fiorini” che verrà ricambiato da parte ottomana con “doni di uguale valore e misura”

## Lo scontento dell'elemento ungherese
I nobili ungheresi rimasero molto delusi dalle condizioni della pace e congiurarono contro l'imperatore. Il principale esponente il conte Wesselényi era morto in un incidente di caccia. L'imperatore fu spietato nei confronti degli altri congiurati che come il conte Ferenc Nádasdy furono pertanto arrestati e condannati a morte, pena che fu eseguita a Vienna. 

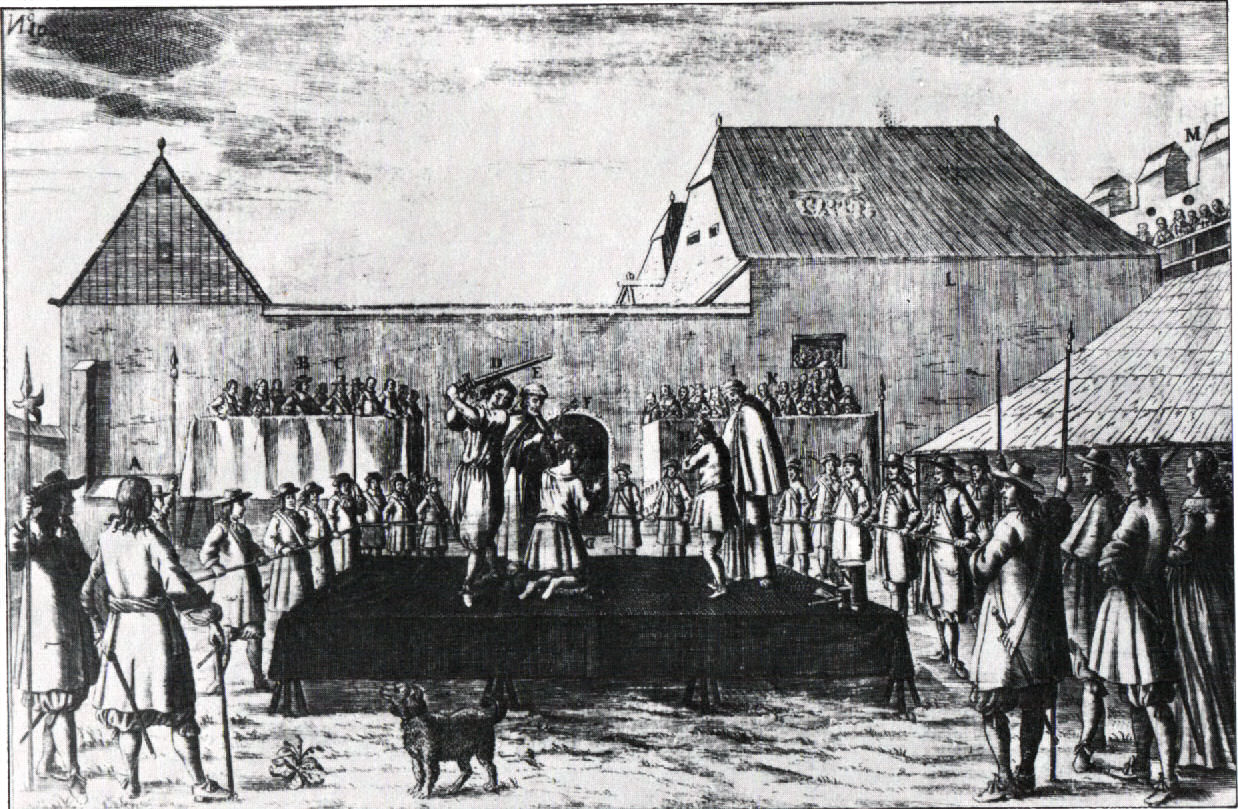
Esecuzione di Zrinski e di Frankopan in Vienna il 30 aprile 1671